# Арчер, Уильям
Уильям Арчер (англ. William Archer, 23 сентября 1856, Перт — 27 декабря 1924, Лондон) — шотландский писатель, театральный критик и реформатор английской орфографии, большую часть своей карьеры проживавший в Лондоне. Он был одним из первых сторонников пьес Генрика Ибсена, а также одним из первых друзей и сторонников Бернарда Шоу.

## Жизнь и карьера
Арчер родился в Перте, был старшим сыном из девяти детей Томаса Арчера и его жены Грейс, урождённой Моррисон. Томас часто переезжал с места на место в поисках работы, а Уильям посещал школы в Перте, Лимингтоне, Райгите и Эдинбурге. Часть своего детства он провёл с родственниками в Норвегии, где свободно говорил по-норвежски и познакомился с произведениями Генрика Ибсена.
Арчер получил стипендию Эдинбургского университета для изучения английской литературы, моральной и естественной философии и математики. Когда семья переехала в Австралию в 1872 году, он остался студентом в Шотландии. Ещё учась в университете, он стал ведущим автором в Edinburgh Evening News в 1875 году, а через год, посетив свою семью в Австралии, вернулся в Эдинбург. В 1878 году, в соответствии с желанием отца, он переехал в Лондон, чтобы выучиться на адвоката. Он не интересовался юриспруденцией и к тому времени был очарован театром, но он поступил в Миддл Темпл и был вызван в адвокатуру в 1883 году: он никогда не практиковал. Он зарабатывал на жизнь тем, что работал драматическим критиком в «London Figaro», а после того, как закончил обучение юриспруденции, перешёл в «The World», где оставался с 1884 по 1906 год. В Лондоне он вскоре занял видное место в литературе и пользовался большим влиянием.
Арчер сыграл важную роль в представлении Ибсена английской публике, начиная с его перевода «Столпов общества», поставленного в Театре Гейети в 1880 году. Это была первая пьеса Ибсена, поставленная в Лондоне, но она не произвела особого впечатления. Он также перевёл, самостоятельно или в соавторстве, другие постановки скандинавской сцены: «Кукольный дом» Ибсена (1889), «Строитель Сольнес» (1893, с Эдмундом Госсом); «Визит» Эдварда Брандеса (1892); «Пер Гюнт» Ибсена (1892, с Чарльзом Арчером); «Уильям Шекспир» Георга Брандеса; (1895) «Маленький Эйольф» (1895); и «Йун Габриэль Боркман» (1897); и редактировал «Драмы в прозе» Ибсена (1890—1891).
В 1881 году Арчер познакомился с Фрэнсис Элизабет Трикетт (1855—1929), младшей из восьми детей Джона Трикетта, инженера на пенсии. Они поженились в октябре 1884 года; в следующем году у них родился единственный ребёнок Том (1885—1918), погибший в бою во время Первой мировой войны. Брак был прочным и дружеским, хотя в 1891 году Арчер завязал отношения, которые продлились до конца его жизни, с актрисой Элизабет Робинс.
В 1897 году Арчер вместе с Робинс, Генри Уильямом Массингемом и Альфредом Сутро сформировал Временный комитет, чтобы организовать ассоциацию для постановки пьес, которые они считали имеющими высокие литературные достоинства, таких как пьесы Ибсена. Ассоциация называлась «Театр нового века» (New Century Theatre), но к 1899 году обманула возложенные надежды, хотя и просуществовала как минимум до 1904 года. В 1899 году вместо неё было создано более успешное объединение, названное Сценическим обществом.
Арчер был другом Бернарда Шоу и организовал перевод его пьес на немецкий язык. Попытка совместной работы над пьесой провалилась, хотя позже Шоу воплотил их совместные идеи в свою раннюю работу «Дома вдовца». Под влиянием Арчера Шоу получил должность искусствоведа в The World, прежде чем стать его музыкальным критиком. Биограф Дж. П. Уэринг так говорит об их отношениях:

Их тесная дружба также могла быть очень бурной, поскольку оба мужчины были откровенны и честны. Шоу уважал ум и честность Арчера, проникал в его формальность и намеренно культивировал суровый шотландский фасад. Арчер считал Шоу блестящим, хотя и извращённым, и пришёл к выводу, что он так и не реализовал свой большой потенциал, потому что был слишком большим шутом.
Оригинальный текст (англ.)Their intimate friendship could also be very turbulent, since both men were forthright and honest. Shaw respected Archer's intelligence and integrity, and penetrated his formality and deliberately cultivated dour Scots façade. Archer thought Shaw brilliant if perverse, and concluded that he never achieved his great potential because he was too much a jester.
— 
Во время Первой мировой войны Арчер работал в официальном бюро военной пропаганды. После войны он добился финансового успеха благодаря своей пьесе «Зелёная богиня», поставленной Уинтропом Эймсом в театре Бут в Нью-Йорке в 1921 году. Это была мелодрама, имевшая успех у публики, хотя, по его признанию, она имела гораздо меньшее значение для драматического искусства, чем его критическая работа.
Арчер умер в лондонском доме престарелых в 1924 году от послеоперационных осложнений после удаления опухоли почки. Анализируя его жизнь и карьеру, Уэринг резюмирует, что Арчер был «ясным, логичным человеком, которого некоторые считали слишком узко рационалистическим», но который был проницательным, интуитивным и обладал богатым воображением. Уэринг приписывает большое влияние Арчера как критика этим качествам и продолжительности времени, в течение которого он занимался театром и рецензированием, хотя

[у него] были свои белые пятна, как в его непонимании Чехова, Стриндберга и Шоу, но он был неподкупно честен и непоколебимо привержен улучшению… театра. Его новаторскую защиту Ибсена в Англии нельзя недооценивать… хотя другие его вклады в театр столь же ценны.
Оригинальный текст (англ.)[he] had his blind spots, as in his failure to understand Chekhov, Strindberg, and Shaw, but he was incorruptibly honest and unwaveringly committed to the improvement of ... the theatre. His pioneering advocacy of Ibsen in England cannot be underestimated ... although his other contributions to the theatre are equally valuable.
— 
Помимо своей критической карьеры, Арчер и Уолтер Рипман написали первый словарь для системы реформы английской орфографии NuSpelling, которая послужила важной вехой в развитии SoundSpel.

## Работы

### Критические работы
- English Dramatists of To-day (1882)
- Henry Irving, a study (1883)
- About the Theatre: Essays and Studies (1886)
- Masks or Faces? A Study in the Psychology of Acting[англ.] (1888)
- W. C. Macready, a biography (1890)
- Alan’s Wife; a Dramatic Study in Three Scenes (1893)
- «The Theatrical World for…» (1893-97), in five volumes
- America To-day, Observations and Reflections (1900)
- Poets of the Younger Generation (1901) John Lane, the Bodley Head, London
- Real Conversations (1904)
- A National Theatre: Scheme and Estimates, with H. Granville Barker, (1907)
- Through Afro-America (1910)
- The Life, Trial, and Death of Francisco Ferrer (1911)
- Play-Making (1912)[7]
- India and the Future (1917)
- The Old Drama and the New (1923)

### Эссе
- The Great Analysis: A Plea for a Rational World-Order (1912). Introduction by Gilbert Murray

### Пьесы
- War is War (1919)
- Зелёная богиня (1921)